# Sibadoar
Sibadoar is een bestuurslaag in het regentschap Tapanuli Selatan van de provincie Noord-Sumatra, Indonesië. Sibadoar telt 476 inwoners (volkstelling 2010).